# Aquascaping

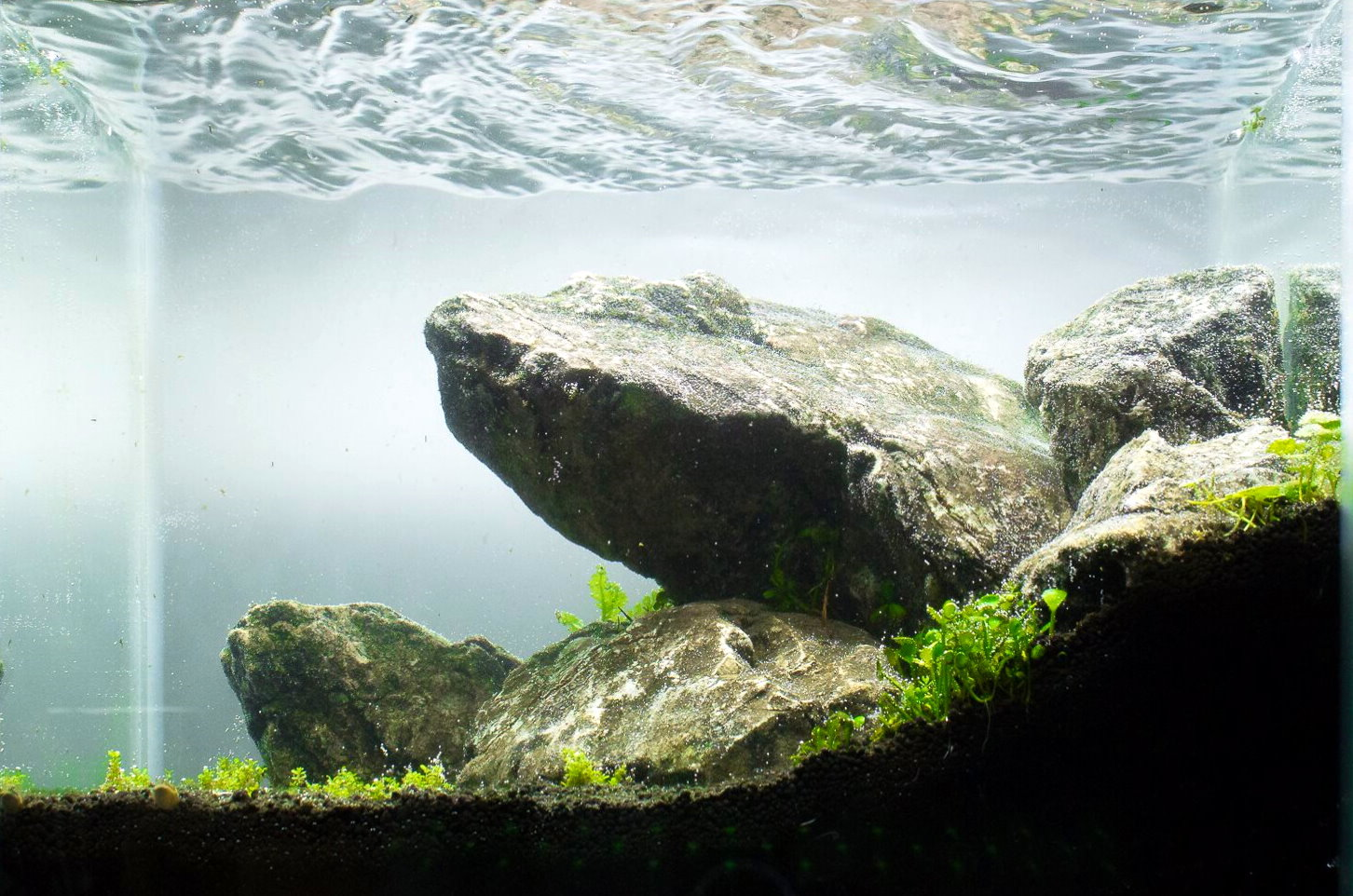
Aquascape (Süßwasser) im Iwagumi-Stil

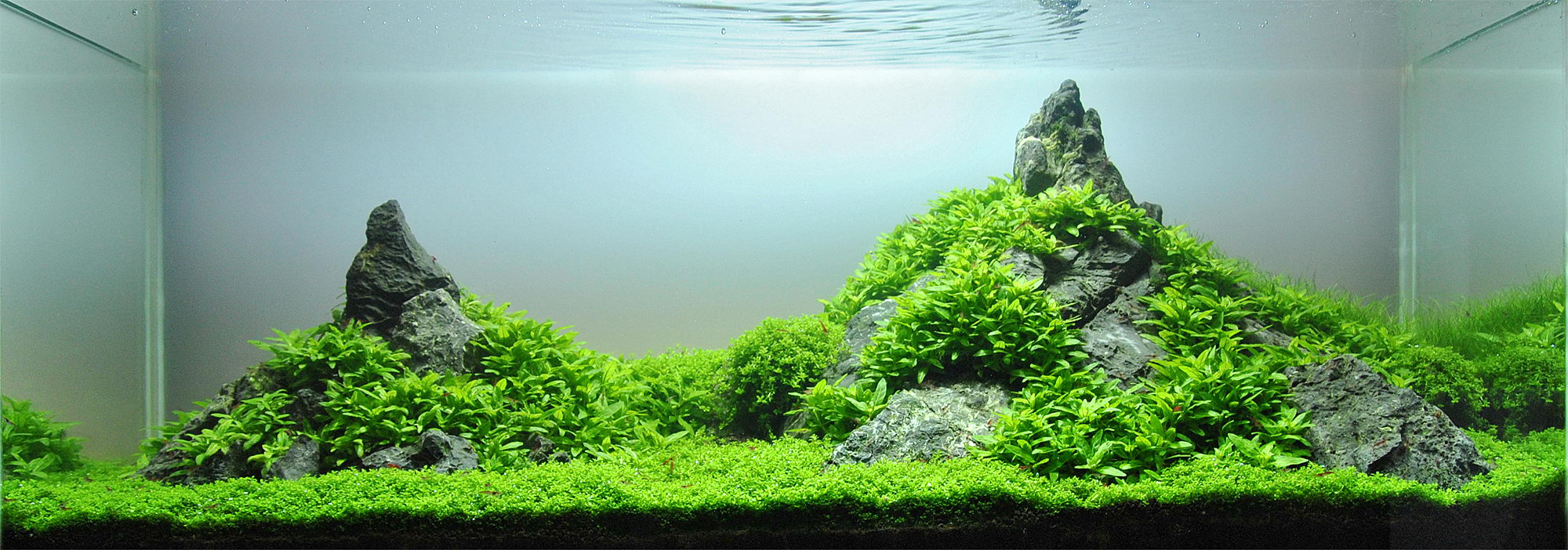
Berglandschaft

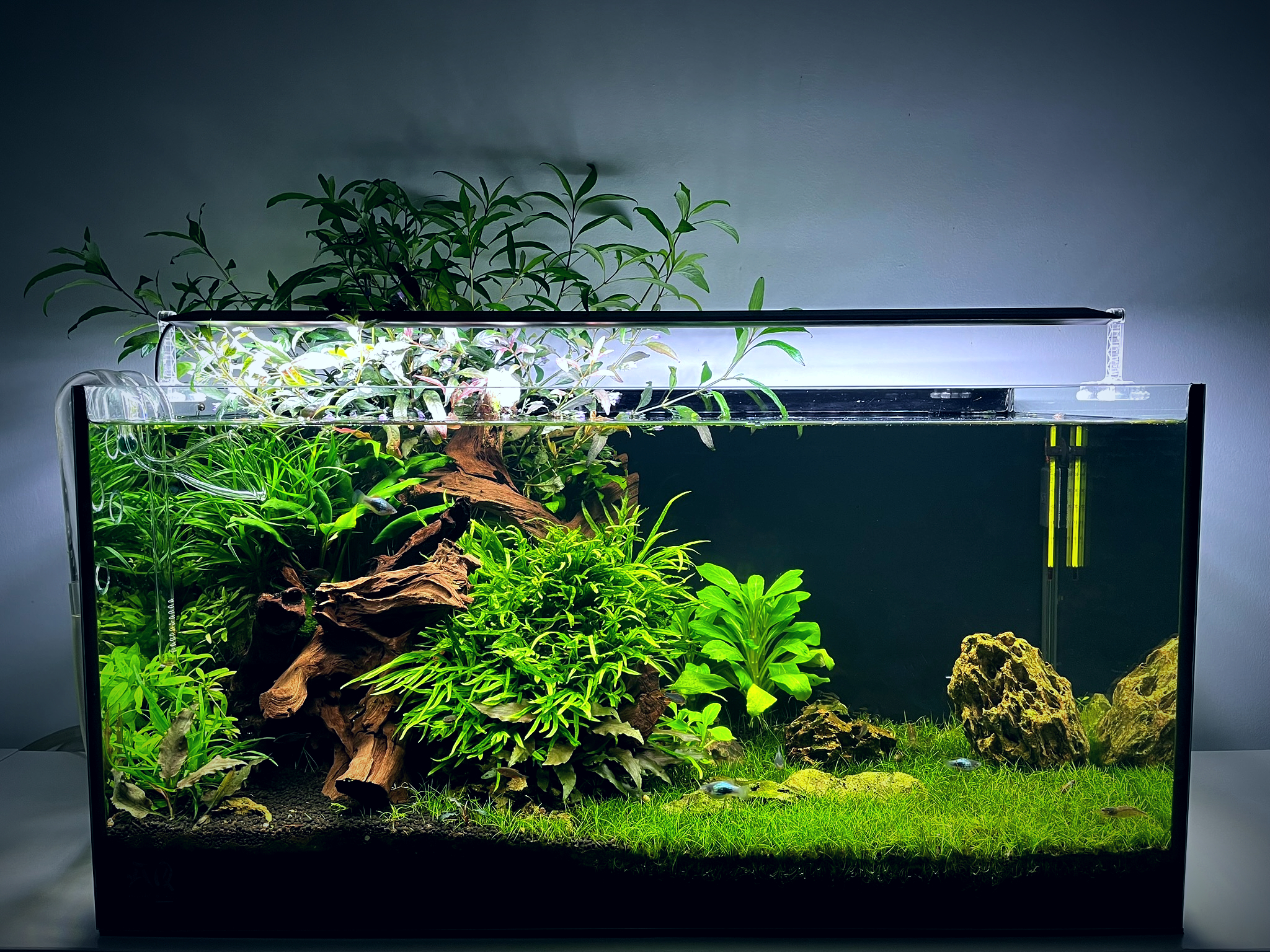
Aquascape im Triangel Design

Als Aquascaping bezeichnet man die in der Aquaristik verbreitete Technik des Gestaltens von Aquarienlandschaften. Der ästhetische Anspruch steht hierbei gegenüber traditionellen Biotop-Aquarien im Vordergrund. So werden oftmals Aquarienpflanzen aus verschiedenen Biotopen kombiniert, um ein optisch ansprechendes Gesamtbild zu kreieren. Ziel ist es „auf engstem Raum eine möglichst makellose Landschaft zu schaffen“. Als gestalterische Mittel werden im Aquascaping hauptsächlich Wasserpflanzen, Natursteine und verschiedenste Wurzelhölzer verwendet. Aquascaping wird daher auch als „Unterwassergärtnern“ bezeichnet. Ursprünglich stammt das Aquascaping aus den Niederlanden, wo es schon in den 1930ern populär war. Geprägt und revolutioniert wurde das Aquascaping unter anderem durch den Japaner Takashi Amano.
Häufig wird beim Aquascaping auf Tiere im Aquarium komplett verzichtet, oder es werden nur sehr kleine Fische oder Wirbellose eingesetzt. Ziel ist es, das natürliche Verhältnis zwischen Lebewesen, Bodengrund und Einrichtungsgegenständen herzustellen. Entsprechend des gewählten Einrichtungsstils können die Tiere in einem Aquascape auch den Gesamteindruck und die künstlerische Vision des Gestalters unterstützen. In einem Diorama-Aquarium, das vor allem eine starke Tiefenwirkung erzeugen soll, werden beispielsweise nur sehr kleine Fische eingesetzt, währenddessen in einem Naturaquarium die Wahl des tierischen Besatzes deutlich größer und auffälliger ausfallen kann. 
Bei der Gestaltung der Aquarien werden Grundregeln der Gestaltung wie Goldener Schnitt (in der Praxis Strukturierung meist unter Verwendung des Verhältnisses bzw. der Proportion 3:5) sowie Wuchshöhe und -breite der Pflanzen berücksichtigt. Häufig werden sogenannte Laborpflanzen verwendet, die frei von Giftstoffen und Schädlingen sind. 
Weltweit gibt es Wettbewerbe, darunter der International Aquatic Plants Layout Contest (IAPLC), um das schönste Aquascape zu küren.

## Verschiedene Stile im Aquascaping
Durch die zunehmende Popularität des Aquascapings haben sich in den vergangenen Jahren verschiedene Stilrichtungen und Einrichtungsstile herausgebildet, die im Folgenden kurz vorgestellt werden.

### Naturaquarium
Im maßgeblich durch Takashi Amano, den Begründer des modernen Aquascapings, geprägten Naturaquarium ist es das erklärte Ziel, eine möglichst harmonisch und natürlich wirkende Unterwasserlandschaft zu kreieren. Dabei werden Fische und Wasserpflanzen aus verschiedenen Biotopen kombiniert, um einen ästhetisch ansprechenden, submersen Lebensraum darzustellen. Sogenanntes Hardscape, vor allem Natursteine und Wurzelhölzer, wird verwendet, um natürliche Strukturen zu kreieren und beispielsweise Raum für epiphytisch wachsende Aquarienpflanzen zu schaffen. 

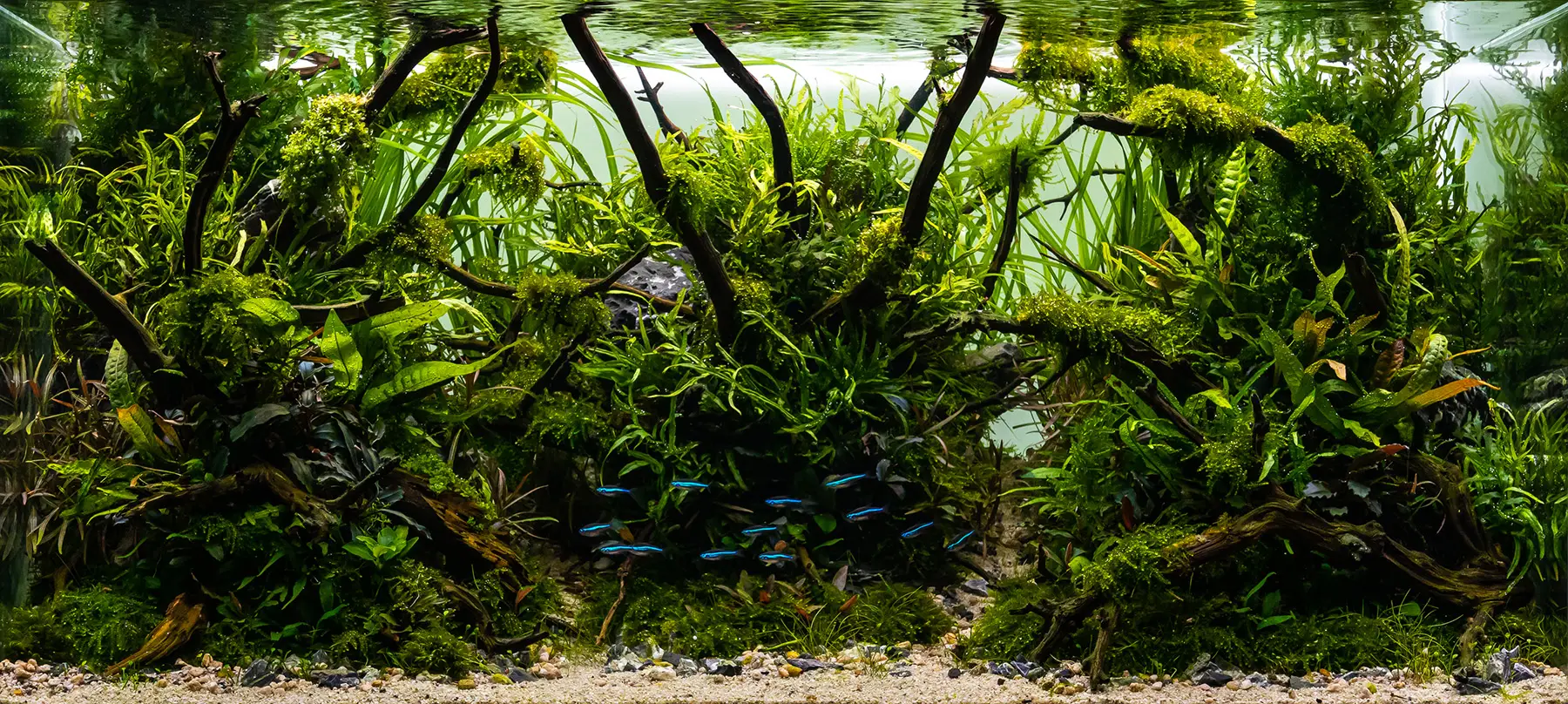
Ein Naturaquarium mit vielen Aufsitzerpflanzen und Farnen

### Diorama-Aquarium
Der Stil des Diorama-Aquariums wird durch die Kreierung eines perspektivischen Tiefeneffekts im Aquarium definiert. Dafür stehen verschiedene gestalterische Mittel zur Verfügung. Ein nach hinten stark ansteigender Bodengrund, ein in den hinteren Teil des Aquariums führender Sandweg aus Natursand und der gezielte Einsatz großblättriger Wasserpflanzen im Vordergrund und kleinblättriger Wasserpflanzen im Hintergrund sind bewährte Mittel, um dem Aquascape die gewünschte Tiefe zu verleihen.

### Iwagumi-Aquarium
Das Iwagumi-Aquarium ist stark durch japanische Steingärten inspiriert. Im Gegensatz zu den anderen Stilen des Aquascapings unterliegt die Gestaltung eines Iwagumis oftmals strengen Regeln, die ein harmonisches Gesamtbild sicherstellen sollen. So sollte beispielsweise die Anzahl der verwendeten Steine stets ungerade sein. Der größte und dominanteste Stein in einem Iwagumi wird „Oyaishi“ genannt und stets durch einen etwas kleineren, das optische Gewicht des Oyaishis ausgleichenden „Fukuishi“ begleitet. Die Linienführung der beiden Steine sollte dabei entgegengesetzt verlaufen, um eine optische Spannung im Iwagumi zu erzeugen. Kleinere Steine, „Soeischi“ genannt, unterstützen die Linienführung und den Eindruck des großen Hauptsteins (Mainstones). Ein klassisches Iwagumi wird vor allem mit bodendeckenden Wasserpflanzen bepflanzt. Die minimale Bepflanzung soll den starken Ausdruck der Steine unterstreichen.